# Ceylonthelphusa durrelli
Ceylonthelphusa durrelli là một loài giáp xác trong họ Parathelphusidae.